# شانون هیل
شانون هیل (انگلیسی: Shannon Hale؛ متولد ۲۶ ژانویه ۱۹۷۴) یک نویسنده آمریکایی است که عمدتاً در زمینۀ تخیل جوانان و نوجوانان، از جمله کتاب آکادمی شاهزاده خانم و دختر غاز است. اولین رمان او برای بزرگسالان، آستن‌لند، در سال ۲۰۱۳ در یک فیلم اقتباس شد. او فارغ‌التحصیل دانشگاه یوتا و دانشگاه مونتانا است. او با همسرش دین می‌نویسد.
‌
‌
‌
‌
‌
‌
‌
‌
‌
‌
‌
‌
‌
‌
‌
‌
‌
‌
‌
‌
‌
‌
‌
‌

## زندگی شخصی

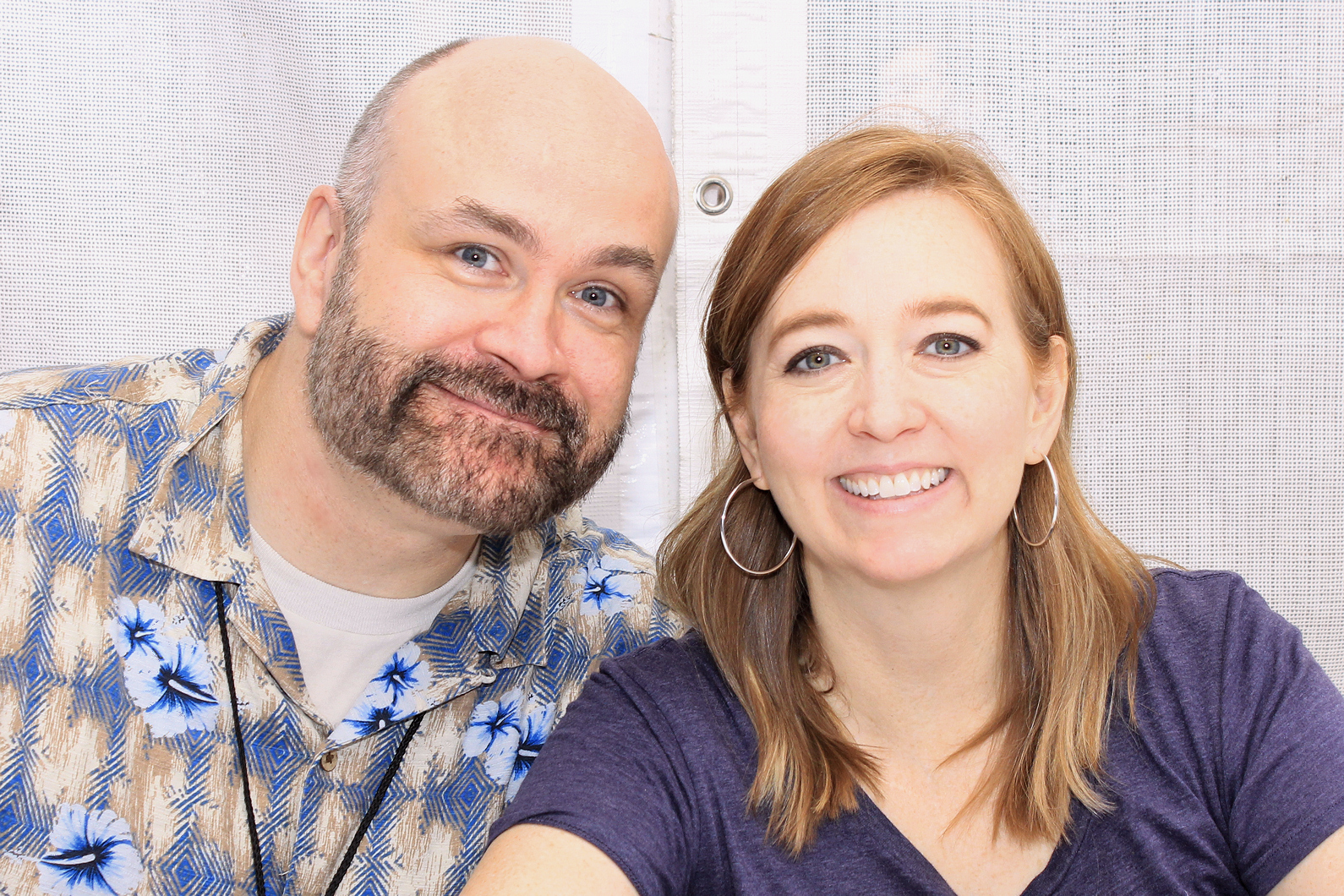
هیل با همسرش دین در جشنواره کتاب تگزاس ۲۰۱۶

هیل با دین سی. هیل ازدواج کرده است، که با هم رمان‌های گرافیکی نامزد آیزنر، جک انتقام و بلای راپونزل و همچنین سری شاهزاده خانمِ سیاه‌پوش و سری دخترِ سنجابِ شکست‌ناپذیر را نوشته است.
‌
‌
‌
‌
‌

## منبع
1. ↑  «Black, Susan Easton; Woodger, Mary Jane (2011). Women of Character. American Fork, UT: Covenant Communications. pp. 120–123. ISBN 9781680470185».
2. ↑  «"Author Profile - Shannon Hale"». بایگانی‌شده از اصلی در ۲۰ آوریل ۲۰۱۶. دریافت‌شده در ۲۷ ژانویه ۲۰۲۳.
3. ↑  «Lythgoe, Dennis (July 8, 2007). "Life is hectic for novelist". Deseret News. Retrieved April 25, 2014». بایگانی‌شده از اصلی در ۲۶ آوریل ۲۰۱۴. دریافت‌شده در ۲۷ ژانویه ۲۰۲۳.
4. ↑  «"Biography". Shannon Hale. Retrieved July 6, 2019». بایگانی‌شده از اصلی در ۲۲ مارس ۲۰۱۹. دریافت‌شده در ۲۷ ژانویه ۲۰۲۳.